# Hasarius pauciaculeis
Hasarius pauciaculeis är en spindelart som beskrevs av Lodovico di Caporiacco 1941. Hasarius pauciaculeis ingår i släktet Hasarius och familjen hoppspindlar. Inga underarter finns listade i Catalogue of Life.